# Assuré-Klasse
Die Assuré-Klasse war eine Klasse von zwei 60-Kanonen-Linienschiffen der französischen Marine, die von 1698 bis 1712 in Dienst stand.

## Geschichte
Die Klasse wurde von dem Marinearchitekten François Coulomb entworfen und im Marinearsenal von Toulon zwischen 1696 und 1698 gebaut.

## Einheiten
| Name    | Bauwerft          | Kiellegung    | Stapellauf      | Indienststellung | Verbleib |
| ------- | ----------------- | ------------- | --------------- | ---------------- | --- |
| Assuré  | Arsenal de Toulon | Dezember 1696 | 1697            | Januar 1698      | Im Oktober 1703 (Seeschlacht bei Vigo) durch die englische Marine erbeutet und als Assurance in Dienst, ab April 1712 in Chatham abgebrochen |
| Prudent | Arsenal de Toulon | Dezember 1696 | 31. August 1697 | Januar 1698      | Im Oktober 1703 (Seeschlacht bei Vigo) verbrannt                                                                                             |

## Technische Beschreibung
Die Klasse war als Batterieschiff mit zwei durchgehenden Geschützdecks konzipiert und hatte eine Länge von 45,48 Metern (Geschützdeck) bzw. 37,03 Metern (Kiel), eine Breite von 12,29 Metern und einen Tiefgang von 5,47 Metern bei einer Vermessung von 1000 tons (bm). Sie waren Rahsegler mit drei Masten (Fockmast, Großmast und Kreuzmast). Der Rumpf schloss im Heckbereich mit einem Heckspiegel, in den Galerien integriert waren, die in die seitlich angebrachten Seitengalerien mündeten. Die Beplankung war kraweel ausgeführt, das heißt, die Enden der Planken stießen stumpf aufeinander, so dass eine glatte Außenfläche entstand.
Die Bewaffnung der Klasse bestand bei Indienststellung aus 60 Kanonen.
|                  | Unteres Batteriedeck   | Oberes Batteriedeck      | Backdeck            | Achterdeck            | Poopdeck            | Kanonen (Geschossgewicht) |
| ---------------- | ---------------------- | ------------------------ | ------------------- | --------------------- | ------------------- | ------------------------- |
| Design           | 24 × franz. 24-Pfünder | 26 × franz. 12-Pfünder   | –                   | 10 × franz. 6-Pfünder | –                   | 60 Kanonen (232,023 kg)   |
| 1703 (Assurance) | 24 × brit. 24-Pfünder  | 26 × brit. Demi-Culverin | 4 × brit. 6-Pfünder | 12 × brit. 6-Pfünder  | 4 × brit. 3-Pfünder | 70 Kanonen (208,16 kg)    |

## Besatzung
Die Besatzung hatte eine Stärke von 390 Mann.

## Bemerkungen
1. ↑  Bei der Berechnung des Gewichtes einer Breitseite kann es zu Unterschieden kommen, da in der damaligen Zeit ein Pfund, je nach Land, unterschiedliche Gewichtswerte hatte. Das französische Livre hatte z. B. ein Gewicht von 489,506 Gramm während das englische Pound ein Gewicht von 453,592 Gramm hatte.